# 86 Pułk Piechoty Austro-Węgier

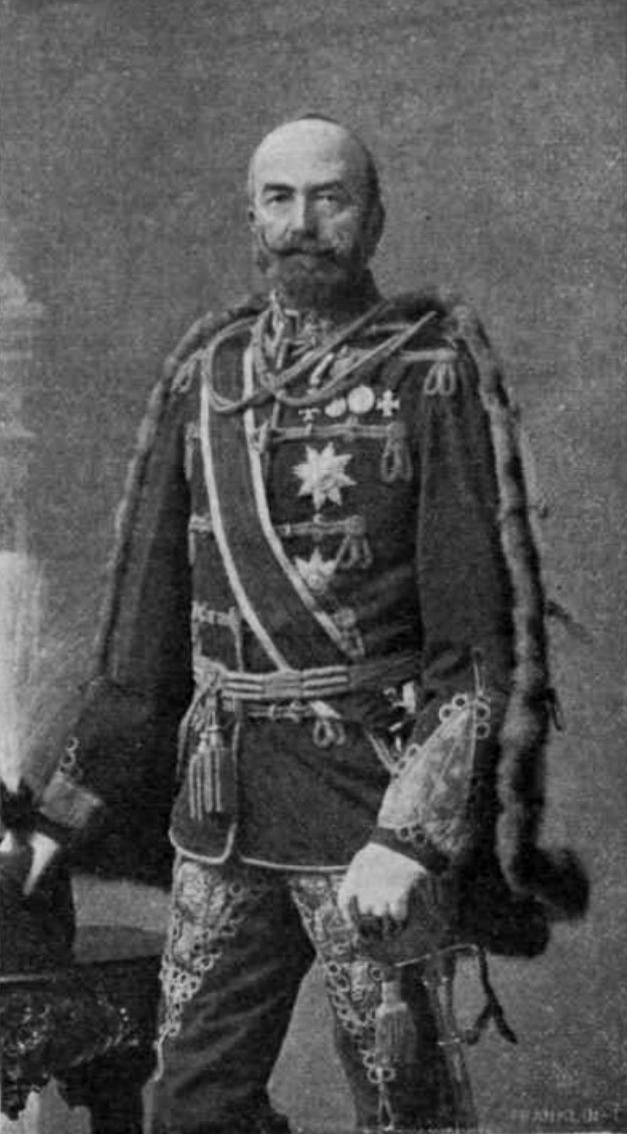
Szef pułku GdK Julius Forinyák

Węgierski Pułk Piechoty Nr 86 (niem. Ungarisches Infanterieregiment Nr. 86) – pułk piechoty cesarskiej i królewskiej Armii.

## Historia pułku
Pułk został utworzony 1 stycznia 1883 roku z połączenia czterech batalionów wydzielonych ze składów liniowych pułków piechoty nr: 6, 23, 32 i 38. 
Okręg uzupełnień nr 86 Subotica (węg. Szabadka) na terytorium 4 Korpusu.
Kolejnymi szefami pułku byli:
- FML Georg Stubenrauch von Tannenburgs (1883 – †10 II 1886),
- GdK Anton Szveteney de Nagy-Ohay (1889 – †30 X 1893),
- GdK Julius Forinyák (węg. Gyula Károly József Forinyák) (1894 – †26 IV 1906),
- GdI Karl von Steininger (od 1906)[1].

Kolory pułkowe: amarantowy (amarantrot), guziki złote.
Skład narodowościowy w 1914 roku 76% - Węgrzy, 20% - Serbowie, Chorwaci.
W latach 1903–1907 komenda pułku razem z 2. i 3 batalionem stacjonowała w Budapeszcie, 1. batalion w Szabadce, a 4 batalion był detaszowany do Višegradu na terytorium 15 Korpusu.
W latach 1908–1909 komenda pułku razem z 2. i 4 batalionem stacjonowała w Budapeszcie, 1 batalion w Szabadce, a 3 batalion w Višegradzie.
W latach 1910–1914 komenda pułku razem z 1. i 4. batalionem stacjonowała w Szabadce, 2. batalion w Budapeszcie, a 3 batalion był detaszowany do Višegradu.
W 1914 roku pułk (bez 3 batalionu) wchodził w skład 64 Brygady Piechoty należącej do 32 Dywizji Piechoty, natomiast detaszowany 3 batalion był podporządkowany komendantowi 7 Brygady Górskiej należącej do 1 Dywizji Piechoty.

## Komendanci pułku
- płk Friedrich Drachsel von Drachenhorst (1903–1907)
- płk Oskar Sehrig (1908–1911)
- płk Josef Schaffer (1912–1914[1])